# Dolge Njive, Lenart
Dolge Njive so naselje v Občini Lenart.
Dolge Njive so razložene po vrhu plečatega slemena v jugozahodnem delu Slovenskih goric, na razvodju med rekama Dravo in Pesnico. Tu je križišče cest, ki iz Slovenskih goric vodijo proti Mariboru, Ptuju in Lenartu. Vrh slemen prevladujejo njive in sadovnjaki, globoke grape pa so porasle s sklenjenimi gozdovi. Večina zaposlenih krajanov dela v Mariboru in Lenartu.